# 飯塚町 (太田市)
飯塚町（いいづかちょう）は、群馬県太田市にある地名（町丁）。郵便番号は373-0817。

## 概要
九合地区にある町丁。

## 地理

### 近隣町丁
- 新井町
- 西矢島町
- 東矢島町
- 東別所町
- 内ケ島町

## 世帯数と人口
2022年（令和4年）3月31日現在の世帯数と人口は以下の通りである。
| 町丁   | 世帯数   | 人口   |
| ------ | -------- | ------ |
| 飯塚町 | 1970世帯 | 4247人 |

## 交通

### 鉄道
町内に鉄道は通っていない。

### バス
南部にバスターミナルおおたがあり、以下の高速バスや空港バス、路線バスが乗り入れている。
高速バス、空港バス
- メープル号
- エアポートリムジン
- シルクライナー
- 仙台ライナー

路線バス
- 市営バス シティーライナー
- シャトル500
- 広域公共バス

### 道路
- ラフィエット通り

## 施設
- 太田市民会館
- 太田市運動公園
- 太田市立東中学校
- 太田市立九合小学校
- ベイシア太田モール
- カインズ太田モール